# Heimeldinger
Heimeldinger es el nombre de una variedad cultivar de manzano (Malus domestica).
Una variedad de manzana cultivada, que pertenece al grupo de manzanas alemanas antiguas de la herencia, solía ser muy común en el Palatinado Renano, muy cultivada en la región de Vorderpfalz y en Haardtrand en los siglos XVIII y XIX, pero hoy en día está casi extinta. 
Esta variedad fue la elegida por el «„Arbeitskreis Historische Obstsorten Pfalz-Elsass-Kurpfalz“» ("Grupo de Trabajo Variedades Históricas de Frutas Palatinado-Alsacia-Kurpfalz") de la asociación de pomólogos de Alemania, como la variedad de huerto del año 2000 en la región del Palatinado Renano.

## Sinonimia
- "Bachapfel",
- "Rother Bachapfel",
- "Bremerling (n. Diel)",
- "Echter Hammeldinger",
- "Gelber Trossapfel",
- "Grüner Calville",
- "Häämerabbel",
- "Hämeldinger",
- "Hammerapfel",
- "Hämmerabbel",
- "Heimelting",
- "Heimerapfel",
- "Hemelding",
- "Hemeldinger",
- "Heymelting",
- "Arsapple",
- "Bamberger",
- "Cristapfel",
- "Eiser",
- "Eiser rote",
- "Eiser Rouge",
- "Elizer rosu",
- "Herzapfel",
- "Hunt’s Royal Red",
- "Jarnapple",
- "Kloserapfel",
- "Kloster Apfel",
- "Kohlapfel",
- "Nagelsapfel",
- "Paradies Apfel",
- "Rahm Apfel",
- "Rahmapfel",
- "Red Eisen",
- "Roter Eiser",
- "Schornsteinfeger",
- "Zelezniak".

## Historia
'Heimeldinger' es una variedad regional de manzana alemana antigua de la herencia, que se originó como una plántula al azar, posiblemente en algún momento antes 1600 en la región del Palatinado Renano (Alemania).
En los libros de hierbas de Hieronymus Bock (publicado en 1539) y su alumno Tabernaemontanus (publicado en 1588-1591), la variedad se menciona con el nombre de "Heymelting".

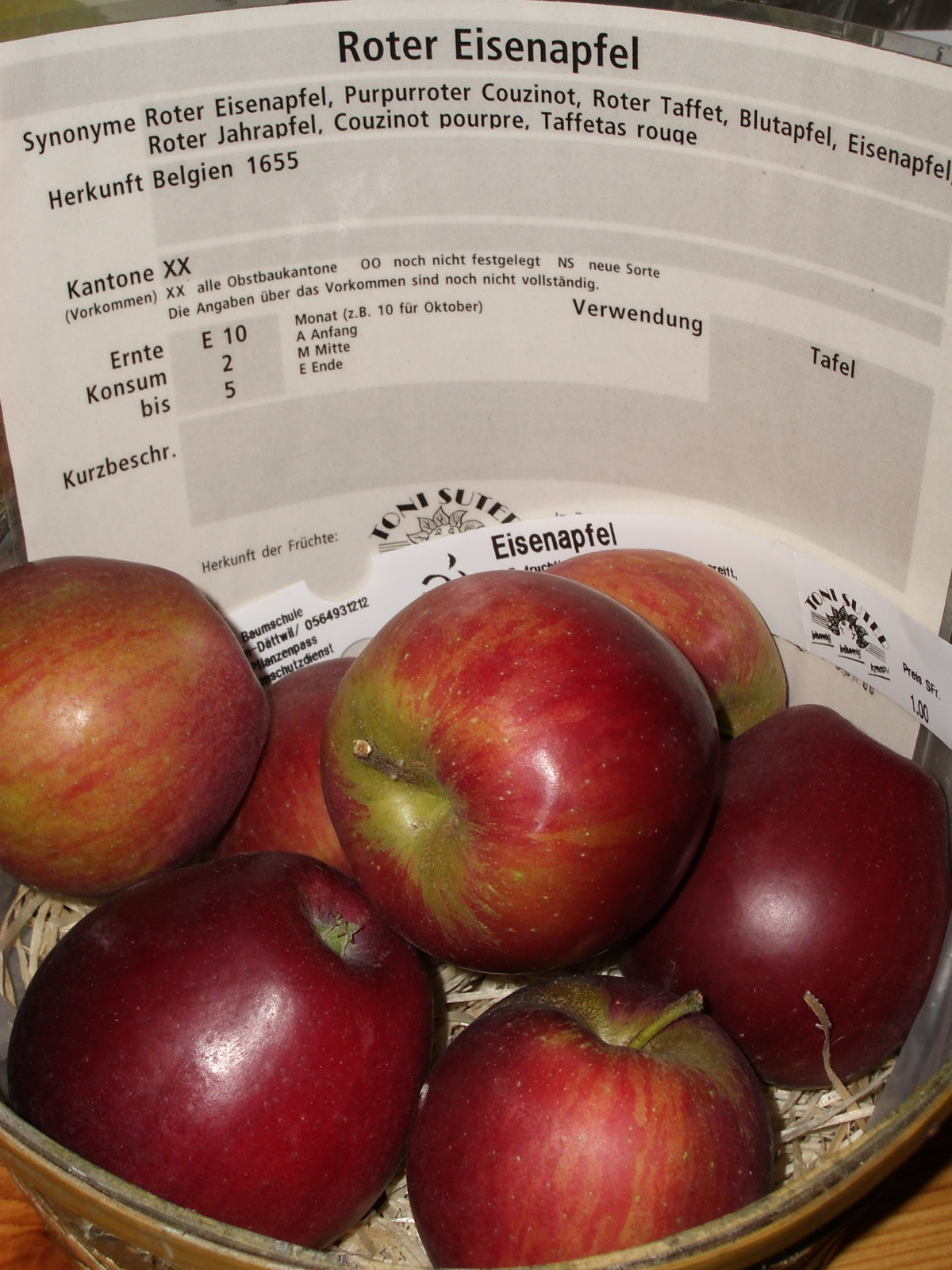
La variedad de manzana 'Roter Eiserapfel'

En los siglos XVIII y XIX, el Heimeldinger se plantó con mucha frecuencia en la región de Vorderpfalz y en el borde del Haardtrand. El pomólogo Friedrich Jakob Dochnahl de Neustadt escribió sobre el Heimeldinger en 1862: "Variedad famosa del Palatinado, que se encuentra en todos los caminos, ... muy popular en los viveros de árboles por parte de la gente del campo porque da frutos todos los años y es apta para todos los propósitos". 
Se cultivó la Heimeldinger y la Weinbauschule Neustadt an der Haardt, pero no cumplió con los requisitos de la época. La variedad fue declarada no apta a fines de la década de 1930, después de lo cual cayó en el olvido. A finales de los 90 no se conocía ningún árbol de esta variedad.
Después de una búsqueda en la prensa local en 1998, otro árbol fue reportado como un "Heimelding" en un huerto en las afueras de Impflingen. estaba de pie. Este árbol tuvo que ser talado después de los daños causados por la tormenta en el invierno de 2000/2001 y una grave infestación de hongos, pero los brotes de él se injertaron de antemano en árboles jóvenes para preservar la variedad. Esta variedad fue la elegida por el «„Arbeitskreis Historische Obstsorten Pfalz-Elsass-Kurpfalz“» ("Grupo de Trabajo Variedades Históricas de Frutas Palatinado-Alsacia-Kurpfalz") de la asociación de pomólogos de Alemania, como la variedad de huerto del año 2000. A raíz de este galardón, los pomólogos en cooperación con los viveros de árboles regionales, comenzaron a propagar la variedad a partir de vástagos del árbol viejo y a difundirla nuevamente.
'Roter Eiserapfel' está cultivada en diversos bancos de germoplasma de cultivos vivos tales como en National Fruit Collection (Colección Nacional de Fruta) de Reino Unido con el número de accesión: 1948-662 y nombre de accesión: Roter Eiserapfel.

## Características
'Heimeldinger' árbol de crecimiento medio, los árboles jóvenes muestran ramificaciones regulares, brotes delgados y ramas principales empinadas. El árbol es de tamaño mediano, con la edad desarrolla una copa densa y esférica con ramas que cuelgan hacia afuera. Fructifica en espuelas. Tiene un tiempo de floración que comienza a partir del 10 de mayo con el 10% de floración, para el 15 de mayo tiene una floración completa (80%), y para el 24 de mayo tiene un 90% caída de pétalos.
'Heimeldinger' tiene una talla de fruto de pequeño a mediano; forma del fruto variable, en su mayoría cónica esférica aplanada de unos 45 mm de alto y de 55 mm de ancho, nervaduras medias y con corona débil a media, levemente acanalado en los lados;epidermis cuya piel es lisa, brillante, con un color de fondo amarillo verdoso, que muestra sobre color rojo intenso, a menudo con un matiz lila y rayado donde las rayas rojas son evidentes en la cara sombreada donde se ve el fondo, que está marcado lenticelas, de tamaño mediano y algo más claras, ruginoso-"russeting" (pardeamiento áspero superficial que presentan algunas variedades) débil; cáliz con ojo de tamaño pequeño y muy cerrado, colocado en una cuenca poco profunda, rodeado por una corona nudosa; pedúnculo de longitud corto y medio grueso en una cavidad ancha moderadamente profunda que a menudo es ruginoso-"russeting"; pulpa es color blanco verdoso, agridulce, es moderadamente jugosa.
Las manzanas se consideran una variedad de invierno. Su tiempo de recogida de cosecha se inicia desde mediados de octubre hasta principios de noviembre y madura entre diciembre y marzo, lo que clasifica a la variedad como una manzana de invierno. La variedad se adapta muy bien como manzana de mosto. En frío la fruta permanece en óptimas condiciones durante cuatro meses y se puede conservar hasta ocho meses.

## Usos
- Para consumirlo en fresco como manzana de mesa de invierno.[8][6][10][9]